# بورجوراتو مورمورولو (بافيا)
بورجوراتو مورمورولو (بالإيطالية: Borgoratto Mormorolo)‏ هي بلدة تقع في مقاطعة بافيا بإقليم لومبارديا في شمال إيطاليا. تبلغ مساحة هذه المدينة 16 (كم²)، وترتفع عن سطح البحر م، بلغ عدد سكانها 415 نسمة في عام 2004 حسب إحصاء المعهد الوطني للإحصاء.

## السكان
في سنة 1861 بلغ عدد السكان 822 نسمة، وتطور العدد ليصل في سنة 2011 لـ 423 نسمة.
يظهر هذا المخطط البياني تطور النمو السكاني لـ بورجوراتو مورمورولو (بافيا)